# Els cavallers del Zodíac: la llegenda del Santuari
Els cavallers del Zodíac: la llegenda del Santuari (聖闘士星矢 Legend of Sanctuary, Seinto Seiya Legend of Sanctuary) és una pel·lícula d'anime d'acció fantàstica japonesa de 2014 produïda per Toei Animation, dirigida per Keiichi Sato i escrita per Tomohiro Suzuki. Està basat en el manga Saint Seiya de Masami Kurumada. És la sisena pel·lícula basada en aquesta sèrie. Els cavallers del Zodíac es va estrenar al Japó el 21 de juny de 2014, després d'estrenar-se al Festival de Cinema d'Animació d'Annecy l'11 de juny del mateix any.
La trama se centra en cinc joves guerrers que assumeixen la missió de protegir Saori Kido, la reencarnació de la deessa Atena dels enemics del Santuari.
Es va estrenar en català el 6 de març de 2015.

## Producció
Toei Animation va anunciar la pel·lícula per primer cop el febrer de 2012, i el primer anunci d'intriga es va estrenar l'1 de gener de 2014. L'equip encarregat de fer la pel·lícula va tenir converses amb Kurumada per executar canvis importants en els personatges per tal que tinguessin una bona acollida pel públic modern. La música de la pel·lícula va ser composta per Yoshihiro Ike i inclou el tema principal "Hero" de Yoshiki. La versió original compta amb les veus de Kaito Ishikawa, Ayaka Sasaki, Kenshō Ono, Kenji Akabane, Nobuhiko Okamoto i Kenji Nojima en els papers principals, i el productor executiu n'és el mateix Kurumada.

## Recepció

### Crítiques
Hobby Consolas va donar a la pel·lícula una puntuació del 80%, esmentant que, tot i que conserva l'atractiu de la sèrie original, la seva curta durada podria dividir els espectadors.

### Taquilla
Durant l'estrena, la pel·lícula va recaptar 82 milions de iens al Japó, ocupant el cinquè lloc a la llista de Box Office Mojo. La segona setmana, la pel·lícula va aparèixer vuitena a la taquilla amb 38 milions de iens. La tercera setmana va caure a la 12a posició i va recaptar un total de 24 milions de iens.